# Thamsanqa Sangweni
Thamsanqa Sangweni (sinh ngày 26 tháng 5 năm 1989 ở Empangeni, KwaZulu-Natal) là một tiền vệ bóng đá người Nam Phi cho câu lạc bộ Premier Soccer League Orlando Pirates.
Anh là em trai của cựu cầu thủ Orlando Pirates Siyabonga Sangweni. Năm 2017 Sangweni chuyển từ Chippa United đến Orlando Pirates theo bản hợp đồng 2 năm, theo bước chân anh trai đã thi đấu ở đó 5 năm.